# Tomáš Juříček
Tomáš Juříček (* 1974), auch Tomás Juricek, ist ein tschechischer Kameramann.

## Leben
Juříček studierte am American Film Institute in Los Angeles. Seine Arbeit am Film startete er in den frühen 1990er Jahren als Kameraassistent in diversen tschechischen Spielfilmproduktionen. 2004 war er Kameraassistent von Alan Caso in der US-amerikanischen Miniserie „Frankenstein“, die eine Nominierung als Outstanding photographer von der American Society of Cinematographers erhielt.
Ab 2002 arbeitete er vor allem für tschechische und slowakische Spiel- und Fernsehfilmproduktionen. 2017 engagierte ihn Robert Dornhelm als DOP für seinen Vierteiler Maria Theresia. 2018 war er an mehreren Folgen der Serie Mord im Böhmerwald beteiligt. Im Rahmen der Romyverleihung 2020 wurde er für Maria Theresia in der Kategorie Beste Bildgestaltung TV-Fiction nominiert.
In westeuropäischen Filmproduktionen oder deutsch synchronisierten Fassungen erscheint er in der Regel als Tomas oder Tomás Juricek.